# Gurvanzagal, Dornod
Gurvanzagal (tiếng Mông Cổ: Гурванзагал) là một sum của tỉnh Dornod tại miền đông Mông Cổ. Vào năm 2009, dân số của sum là 1.338 người.

## Địa lý
Sum có diện tích khoảng 5.252 km2. Trung tâm sum, Sumiin-Nuur, nằm cách tỉnh lị Choibalsan 126 km và thủ đô Ulaanbaatar 780 km.

### Khí hậu
Gurvanzagal có khí hậu bán khô hạn. Nhiệt độ trung bình hàng năm tại đây là 2 °C. Tháng ấm nhất là tháng 7, khi nhiệt độ trung bình là 26 °C và lạnh nhất là tháng 1, với -24 °C.  Lượng mưa trung bình hàng năm là 426 milimét. Tháng mưa nhiều nhất là tháng 6, với lượng mưa trung bình 138 mm và khô nhất là tháng 2, với lượng mưa 3 mm.

## Kinh tế
Sum có một trường học, bệnh viện, trung tâm thương mại và nhà văn hóa.